# Washington (jezioro)
Washington (ang. Lake Washington) – jezioro w Stanach Zjednoczonych, w zachodniej części stanu Waszyngton, w hrabstwie King, położone kilka kilometrów od wschodniego wybrzeża zatoki Puget Sound.
Powierzchnia jeziora wynosi 90 km² (drugi pod względem wielkości naturalny zbiornik wodny na terenie stanu Waszyngton). Główne rzeki zasilające jezioro to Cedar oraz Sammamish. Odpływ wód jeziora następuje kanałem Lake Washington Ship Canal, który łączy je, poprzez jezioro Union, z zatoką Puget Sound. Otwarcie kanału w 1916 roku spowodowało spadek wysokości lustra jezioro o 3 m, do obecnego poziomu 5 m n.p.m., a w rezultacie wyschnięcie wypływającej z jeziora rzeki Black.
Wybrzeże jeziora jest silnie zurbanizowane. Położone są nad nim miasta Seattle, Bellevue, Kenmore, Kirkland, Lake Forest Park, Medina, Mercer Island (położone na wyspie o tej samej nazwie) i Renton.